# 村上神社 (高山市)
村上神社（むらかみじんじゃ）は、岐阜県高山市奥飛騨温泉郷村上（旧・吉城郡上宝村）に鎮座する神社。
高山市奥飛騨温泉郷（旧・吉城郡上宝村の東部、栃尾小学校校区に該当）の産土神社である。奥飛騨温泉郷の栃尾温泉とは蒲田川の対岸となる。

## 概要
祭神の村上天皇は福地温泉に療養で訪れたと言われている。
創建時期は不詳。弘和年間の創建の説がある。一説では、今宮氏が先祖の村上天皇を祀ったことが始まりという。
1907年（明治40年）、上宝村東部の約20社を合祀する。1958年（昭和33年）に岐阜県神社庁より銀幣社に指定される。
奥飛騨温泉郷平湯の平湯神社（旧称・神明神社）と奥飛騨温泉郷一重ケ根の神明神社は、1907年に村上神社に合祀されたが、後に分祀され、元の位置に戻っている。

## 主祭神
- 村上天皇

## 摂末社祭神
- 長慶天皇
- 天照皇大神
- 伊邪那美命
- 伊邪那岐命
- 大山祇神
- 菊理姫命
- 南方刀美命
- 伊須流岐彦命
- 奥津彦神
- 奥津姫神
- 家津御子神
- 速玉之男神
- 熊野夫須美神
- 雄神
- 武甕槌神
- 経津主神
- 天児屋根神
- 播隆塔

## 祭礼
- 播隆祭

村上神社の例祭に合わせて、毎年5月10日に開催される北アルプス飛騨側の開山祭。槍ヶ岳の開山者、笠ヶ岳の再興者の播隆上人の偉業を讃え、登山者の安全を祈願する祭。この祭りで北アルプスの登山シーズンの幕開けが告げられる。郷土芸能の「鶏芸」や「へんべとり」が奉納される。奥飛騨温泉郷観光協会が主催する。尚、開催場所は神社だが、播隆は浄土宗の僧侶であることもあり、浄土宗関係者も参加する。

## 天然記念物
- 村上神社のスギ（高山市指定天然記念物）[9]

## 所在地
- 岐阜県高山市奥飛騨温泉郷村上1461

所在地が新平湯温泉と表記する場合もある